# Alijar Ismaiłow
Alijar Fierzułachowicz Ismaiłow (ros. Алияр Ферзулахович Исмаилов; ur. 11 kwietnia 1976 w Kaspijsku) – rosyjski piłkarz występujący na pozycji obrońcy w İnterze Baku.